# Pardosa italica
Pardosa italica är en spindelart som beskrevs av Ezio Tongiorgi 1966. Pardosa italica ingår i släktet Pardosa och familjen vargspindlar. Utöver nominatformen finns också underarten P. i. valenta.